# 반향실 효과

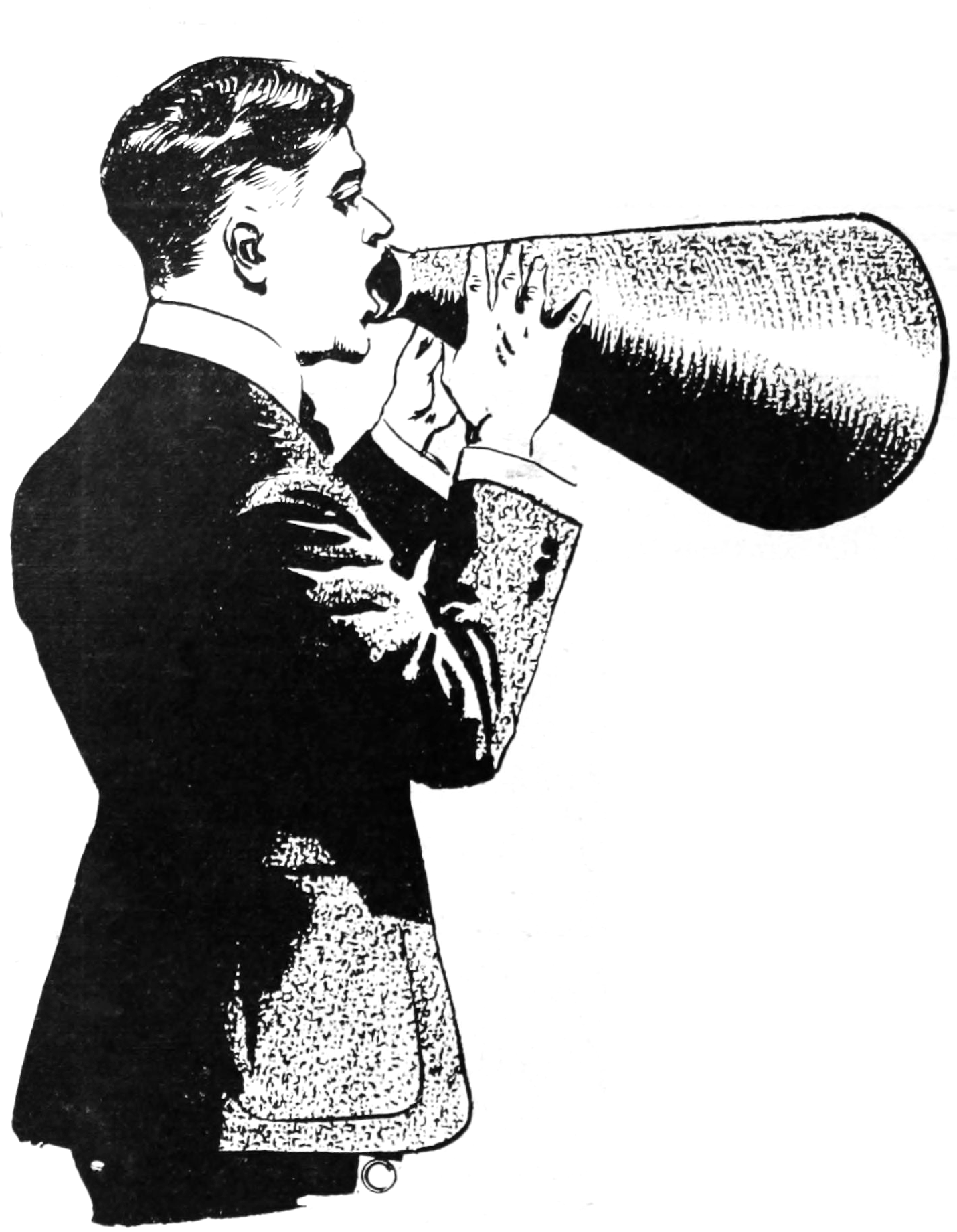
반향실 효과는 극단적일 경우 단 한 명이 만든 정보가 커뮤니티 안에서 지속적으로 반복될 수도 있다.

반향실 효과(反響室 效果, 영어: echo chamber)는 뉴스 미디어에서 전하는 정보가 해당 정보의 이용자가 갖고 있던 기존의 신념만으로 구성된 커뮤니케이션에 의해 증폭 및 강화되고, 같은 입장을 지닌 정보만 지속적으로 되풀이하여 수용하는 현상을 비유적으로 나타낸 말이다. "반향실"에 들어선 사람들은 자신이 지닌 기존의 관점을 강화하는 정보를 반복하여 습득할 수 있고 이로 인해 부지불식 간에 확증 편향을 지니게 될 수 있다. 반향실 효과는 사회적이나 정치적인 의견이 극단화되는 현상을 증가시키며 극단주의의 배경이 되기도 한다. 반향실은 원래 소리의 잔향 효과를 위해 설치된 공간을 뜻하는 것으로 미디어 비평에 비유적으로 도입되었다.
소셜 커뮤니티를 비롯한 인터넷 상에서 이러한 메아리 현상에 따른 집단의 동질화를 지적하는 다른 용어로는 부족주의가 있다.

## 개요
인터넷은 다양한 정치적 정보에 접속가능하게 한다. 이는 공적 논쟁을 더욱 다원적인 형태로 만드는 긍정적인 측면이 있지만, 보다 극단적인 이념을 옹호하는 채널로 이끌리게 하는 부정적인 측면도 있다. 반향실 효과는 극단적인 경우 오직 한 사람의 공급자가 만든 정보가 다른 모든 사람들에게 끊임없이 되풀이하며 공유되는 것도 가능하다. 그 결과 대다수의 사람들이 극단적 주장을 사실로 받아들일 수도 있다.
필터 버블이 알고리즘에 의해 미디어 이용자의 관심사만을 편집하여 제공하여 수용하는 정보에 편향을 일으킨다면, 반향실 효과는 이용자 개개인의 정보 선택이 중첩되어 편향을 확산시킨다는 점에서 차이가 있다. 온라인 쇼핑에 비유하자면 필터 버블은 비슷한 제품을 계속해서 보여 주는 것이고, 반향실 효과는 구매 순위나 구매 평가를 공유하는 것에 해당한다.
반향실 효과는 온라인에서 미디어 이용자들을 비슷한 성향의 그룹으로 뭉치게 만들고 그 결과 시야를 좁게 만든다. 반향실에 처음 들어 선 사람이 자신의 신념에 그다지 확신이 있지 않다고 하여도 비슷한 성향의 사람들이 하는 행동을 보고 점점 더 자신감을 갖고 과감한 행동을 하게 된다. 인터넷의 정보는 접근성 높아 쉽게 이용할 수 있지만, 그 중에 상당수는 페이스북, 트위터, 구글과 같이 그리 길지 않은 역사를 가진 매체들로서, 이러한 비전통적 매체가 제공하는 정보는 알고리즘에 의해 개개인의 취향에 따라 편집되어 전통적인 뉴스의 편집자가 하는 정보 선별을 대체한다. 이렇게 형성된 필터 버블은 반향실 효과를 더욱 크게 만든다.
반향실 효과는 주로 인터넷 커뮤니티를 통해 이루어지지만 오프라인 커뮤니티에서도 동일한 현상이 일어날 수 있다.

## 사례
- 맥마틴 보육원 사건: 1983년 한 여성이 세 살된 아들을 병원에 데려 갔다가 의사로부터 아들의 항문 주위에 보육원에 보내기 전에는 보지 못했던 붉은 반점이 보인다는 소견을 들었다. 부모와 의사는 아동 성 학대를 의심했고 지역의 당국에 신고하였다. 이후 언론이 이 소식을 대서 특필하면서 지역 사회에서는 마녀사냥과 같은 분위기가 형성되었다. 결과적으로 아무도 성 학대를 저지르지 않았지만 단지 의심만으로 보육원에 관계된 모든 사람들이 심각한 정신적 피해를 입었다. 이 과정에서 반증은 무시되었고, 사람들은 결과를 단정하고 관련자들을 비난했다.[9] 1990년 로스앤젤레스 타임스의 데이비드 쇼는 맥마틴 보육원 사건의 진실을 폭로하면서 "그 누구도 확정적인 증거가 없었지만 대다수의 언론들은 범죄를 예단하고 보도하였다. 큰 사건이 일어나면 종종 그렇듯 언론 기자가 스토리를 만들면 신문과 방송은 이를 다른 사람들에게 널리 전파하고 결국 공포의 반향실을 만든다"라고 평가하였다.[10] 데이비드 쇼는 1991년 이 기사로 퓰리처상 비평 부문을 수상하였다.

- 언론들이 경쟁적으로 하나의 사건을 부각하여 보도하면 보도되었다는 사실이 반향실 효과를 더욱 키운다. 2010년 타블로의 스탠퍼드 대학교 학력 위조 논란은 결국 단 한명의 주장이 반향실 효과를 일으켜 타블로를 괴롭힌 사건으로 그의 주장이 모두 허위라는 점이 밝혀진 뒤로도 많은 사람들에게 편견을 심어준 사건이었다.[11] 피해자인 타블로가 심한 정신적 피해를 입는 사이 언론들은 "타진요"의 주장을 확인 없이 보도하며 진실 공방으로 보도하였다.

## 같이 보기
- 큰 거짓말
- 순환인용
- 확증편향